# Ata Tak
Ata Tak ist ein 1979 in Wuppertal als Warning Records gegründetes und heute in Düsseldorf sitzendes Musiklabel. Es gilt als einer der Vorreiter der deutschen Independent-Bewegung und Mitauslöser der NDW.

## Entstehungsgeschichte
Im Jahr 1979 gründete Kurt Dahlke a.k.a. Pyrolator das Label Warning Records. Im Jahre 1980 benannten er und seine Partner Frank Fenstermacher und Moritz Reichelt, mit denen er als die Band Der Plan kooperiert, es in Ata Tak um. Der Name ist eine lautmalerische Verballhornung von Art Attack, dem Namen einer von Reichelt und Fenstermacher seit 1978 betriebenen New-Wave-Kunstgalerie in Wuppertal.
Die erste Veröffentlichung des Labels war eine 7″-Single der Band Der Plan, die 1979 in einer Auflage von 1.500 Stück in Eigenregie erschien. Pyrolator stieg wenig später in die Band ein. Zweite Veröffentlichung und zugleich das erste Album wurde das Debütalbum von Deutsch Amerikanische Freundschaft: Produkt der D.A.F., welches oft als nullte Veröffentlichung der Band bezeichnet wird. Dieses Album war rein instrumental und statt Gabi Delgado-López spielte Pyrolator den Synthesizer ein. Bis 1981 erschienen mehrere Werke von Pyrolator und Der Plan.
Bekannteste Veröffentlichung des Labels wurde Fred vom Jupiter von Andreas Dorau, das 1982 Platz #21 der deutschen Singles-Charts erreichte. 1983 wechselte Dorau zu CBS, seine ersten Alben wurden allerdings noch von Ata Tak produziert. Dorau kehrte später zu Ata Tak zurück.
Die 1980er Jahre hindurch kümmerte sich das Label weiter um Der Plan, Pyrolator, Holger Hiller, Die Tödliche Doris und Lost Gringos, des Weiteren erschienen mehrere Einzelwerke von Künstlern der NDW. 1985 erschien der Labelsampler Ata Tak – The Heart of Germany in Japan. Neben Tonträgern erschienen auch VHS-Videos, Bücher und ab 2004 auch DVDs auf dem Label.
Seit Anfang der 1990er Jahre wird das Label von Fenstermacher und Pyrolator alleine betrieben. Mitte der 80er Jahre wurde „Das Büro“ gegründet, das neben Management-Aufgaben vor allem den Vertrieb organisierte. Zu den produzierten Gruppen zählen Die Tödliche Doris, Fehlfarben und Der Plan.

## Bands
Die Bands des Labels, nach Datum der Veröffentlichung sortiert:
- Deutsch Amerikanische Freundschaft
- Pyrolator
- Der Plan
- Holger Hiller
- The Wirtschaftswunder
- Andreas Dorau
- Monitor
- JaJaJa
- Lost Gringos
- Minus Delta t
- Die Zimmermänner
- Pyrolator/Klosowski
- Picky Picnic
- Die Tödliche Doris
- Thirteen
- Pyrolator/Sharrock/Samba
- I-Burnettes
- Cyman
- Red and Feet
- Der wahre Heino
- Fehlfarben
- Oval
- S.Y.P.H.
- Bad Examples
- A Certain Frank
- Don Tiki
- Burka Band
- Rockformation Diskokugel